# Juan Formell
Juan Formell (La Habana, 2 de agosto de 1942 - 1 de mayo de 2014) fue un músico, bajista, compositor y arreglista cubano. Fue reconocido como director de orquesta de Los Van Van.
Fue creador de música popular bailable y acreditado por introducir la instrumentación electrónica en la forma musical cubana.

## Biografía
Su nombre completo fue Juan Clímaco, como el santo del mismo nombre.
Su actividad profesional comenzó en 1957 ―a los 15 años de edad― como músico de orquestas de cabaret, radio y televisión. En 1959 ―tras la Revolución cubana― trabajó como bajista de la banda de música de la Policía Revolucionaria.
En 1968 empezó a trabajar ―tocando una guitarra bajo― en la orquesta típica de Elio Reve, que se especializaba en el changui oriental y terminó creando el changui 68.
A finales de 1969 crea Los Van Van con la cual continuó y amplió su labor creativa llena de búsquedas y experimentación apoyándose fundamentalmente en el aprovechamiento máximo de los recursos expresivos del Son. De esta orientación surgió el Songo, denominación que él y José Luis Quintana (Changuito) dieron a un nuevo ritmo que resultó determinante en su creación posterior. En 1981 incluyó los trombones en su charanga para reforzar el registro central de su orquesta.
De esta etapa con Los Van Van, se encuentran muchas de sus más famosas creaciones como Te traigo, Chirrín chirrán, Llegué, llegué, Que no, que no, El baile del buey cansao, Por encima del nivel, La Habana no aguanta más, Anda ven y muévete, Artesanos del espacio, La titimanía, El negro no tiene ná, entre otras muchas.
Conjuntamente con su trabajo creativo dentro de la música bailable, Formell mantuvo su labor creativa dentro de la línea de la canción y musicalizó poemas de Nicolás Guillén como «Cuando yo vine a este mundo», pertenecientes a la serie Mi son entero. Escribió música para obras de teatro, entre las que se encuentran La barbacoa (1984, dirigida por Abraham Rodríguez) y Vivir en Santa Fe (1986, del dramaturgo Nicolás Dorr). Para el cine compuso la banda sonora de Los pájaros tirándole a la escopeta (1984) del cineasta Rolando Díaz; y para la televisión La rueda de casino (1992, de José Milián). Participó del documental Van Van, empezó la fiesta (2001).
Además, realizó innumerables presentaciones como autor e intérprete en eventos nacionales promovidos por instituciones culturales y giras internacionales por todo el mundo.
Sus creaciones y resultados artísticos con su orquesta han devenido modelos para otras agrupaciones musicales en Cuba y el extranjero.
Murió el 1 de mayo de 2014 de complicaciones de su enfermedad hepática.

## Premios y reconocimientos
En 1976, recibió el reconocimiento del pueblo de Barranquisimanto.
En 1988 le fue otorgada la placa de reconocimiento de la ciudad de Quito (Ecuador), y el propio año recibe la medalla "Alejo Carpentier" que se otorga a ciudadanos cubanos y extranjeros en reconocimiento a relevantes méritos alcanzados y a la labor que realizan en el enriquecimiento de la cultura nacional.
En 1989 fue acreedor del Premio de la popularidad.
Le fue otorgada la "Orden Félix Varela de Primer Grado" (2002), por acuerdo del Consejo de Estado "tomando en consideración su larga y destacada trayectoria artística, los aportes realizados en el campo de la música, la constante lucha por la defensa de los valores culturales de nuestra nación y por su labor altamente creadora para el disfrute de nuestro pueblo, lo que ha contribuido al enriquecimiento de nuestra cultura nacional". Además, se reconoce a Juan Formell "por su consagración al desarrollo de la música popular cubana, reflejando en ella los más genuinos sentimientos de nuestro pueblo, su optimismo y su vitalidad expresados con proverbial cubanía y elevados valores estéticos y artísticos; y por su lealtad al pueblo y a la Patria, sirviendo a ella con humildad y desinterés".
En el año 2003 fue acreedor del Premio Nacional de Música que se otorga a los músicos cubanos, vivos y residentes en Cuba por el conjunto de su obra en los campos de la creación y la interpretación.
Recibió en el año 2008 el "Premio Mundial Especial de la Música" otorgado por el jurado de la World Entertainment Organization (WEO).
En marzo de 2010 recibió el doctorado honoris causa del Instituto Superior de Arte en reconocimiento a sus contribuciones a la cultura cubana y en particular por su la labor desplegada al frente de la orquesta líder de la música popular bailable de la Isla, los Van Van.
La entrega formal del título tuvo lugar en el Teatro Auditorio Amadeo Roldán, usualmente reservado para la música clásica y los sucesos más relevantes de esta manifestación, decisión que fue interpretada como la ratificación de ese alto reconocimiento profesional a un músico que a lo largo de su carrera intentó fusionar lo clásico con lo más auténticamente popular, consolidando una posición privilegiada entre el público bailador y también entre los conocedores de los acordes y las partituras.
En 2010 recibió la Llave de la Ciudad de Cárdenas, uno de los símbolos oficiales que otorga la Asamblea del Poder Popular en ese municipio de la provincia de Matanzas a visitantes ilustres.
En julio de 2012 recibió el premio "Gitana Tropical", máximo galardón que otorga la Dirección Provincial de Cultura de La Habana. El galardón fue entregado al Maestro, de manos de su directora, Mayra Lassale Noval.
En 2013 recibió el "Premio WOMEX al Artista 2013". El premio es otorgado desde 1999 a figuras relevantes de la música internacional como reconocimiento a la excelencia musical, la importancia social, el éxito comercial, el impacto político y la trayectoria de dichos proyectos, desglosados en tres categorías: Premio Womex para Artistas, Premio Womex a la Excelencia Profesional y Womex Label Award.
Grammy Latino Especial 2013
La Academia Latina de Grabación decidió reconocer con el Premio Especial a la Excelencia Musical 2013 al compositor y director de orquesta cubano Juan Formell.
En la ciudad norteamericana de Los Ángeles, la Academia hizo saber que este lauro enaltece "a artistas que han realizado contribuciones creativas de importancia en sus carreras" y en el caso del cubano puntualizó: "Juan Formell es la verdadera definición de un innovador de la música".
Al conocer los resultados de los Grammy Latino 2013, Formell expresó:
“Me siento honrado y quiero compartir esta alegría con todos los músicos de nuestro país”"
“Mi vida —subrayó— ha estado enteramente consagrada a la música y solo cobra sentido cuando la gente la hace suya y la disfruta. En el orden artístico he recibido varios premios, entre ellos el Nacional de la Música que me llena de orgullo. Agradezco a la Academia Latina el gesto de distinguirme, en particular porque un reconocimiento de este tipo no solo potencia en este hemisferio mi obra y la de Los Van Van, sino también a la vanguardia de la música cubana" 
El Premio Grammy Latino a la Excelencia Musical 2013, fue entregado al popular músico cubano en ceremonia efectuada en Las Vegas, Nevada, Estados Unidos, el 20 de noviembre de 2013. Formell recibió el galardón junto a otros importantes artistas iberoamericanos como el venezolano Oscar de León, la colombiana Totó la Momposina, el brasileño Roberto Menescal, el argentino Palito Ortega, el puertorriqueño Eddie Palmieri, y el español Miguel Ríos.